# Зык, Николай Васильевич
Зык, Николай Васильевич (род. 19 июля 1941 года, д. Крапивна, Стародубского района, Брянской области, СССР
) — советский и российский химик-органик, доктор химических наук, профессор кафедры органической химии Химического Факультета МГУ имени М.В. Ломоносова.

## Биография
Родился в деревне Крапивна Брянской области в семье председателя колхоза Василия Емельяновича Зыка и Варвары Семеновны Зык в 1941 г. Осенью того же года отец Николая Васильевича погиб на фронте.
В 1958 г. Николай Зык окончил среднюю школу в с. Мохоновка, затем два года учился в техникуме и работал год по распределению. В 1961—1964гг. служил в Советской Армии.
В 1964 г. Николай Васильевич Зык поступил на Химический Факультет МГУ имени М.В. Ломоносова. После защиты диплома в 1969 г. продолжил работу на факультете.

В 1975 г. защитил кандидатскую диссертацию, в 1991 г. — докторскую диссертацию, спустя год получил звание профессора.
В 1995–2018 гг. заведовал лабораторией биологически активных органических соединений (БАОС) кафедры органической химии.

## Научные исследования
После окончания факультета Н.В. Зык занимался химией элементоорганических соединений на кафедре химической технологии. Объектом его исследований были соединения трехвалентного фосфора.

В 1975 г. защитил кандидатскую диссертацию на тему «Присоединение гидрофосфорильных соединений к азинам и гидразонам» под руководством члена-корреспондента РАН, профессора Э.Е. Нифантьева.

Главным учителем Николая Васильевича был выдающийся химик-органик, академик РАН, профессор Николай Серафимович Зефиров. Под его руководством Н.В. Зык продолжил научную работу на кафедре органической химии. Исследовал электрофильное присоединение различных реагентов к олефинам, занимался получением новых электрофильных реагентов на основе взаимодействия триоксида серы с N-хлораминами, сульфенамидами, тиобисаминами, алкилнитратами, алкилнитритами.

По воспоминаниям Николая Васильевича, важную часть работы составляли лабораторные коллоквиумы, в ходе которых сотрудники лаборатории обсуждали новейшие достижения в области органической химии, обменивались научными идеями.
В 1991 г. защитил докторскую диссертацию на тему «Смешанные ангидриды органических и неорганических кислот: получение на основе триоксида серы и электрофильные свойства». Его научным консультантом был Н.С. Зефиров.
Н.В. Зык занимается тонким органическим синтезом, исследованием механизмов органических реакций и строения органических соединений, в том числе и стереохимических аспектов.

Область научных интересов Николая Васильевича включает теоретические и синтетические проблемы электрофильных процессов, в том числе методы активации слабых электрофильных реагентов, синтез и изучение свойств полициклических и каркасных соединений, методы создания связей элемент-углерод, способы функционализации непредельных субстратов.
В последние годы Н.В. Зык вместе с коллегами проф. Е.К. Белоглазкиной и проф. А.Г. Мажугой успешно ведет исследования в области медицинской химии, а также раскрытия – гетероциклизации моно-, дигалогенциклопропанов в реакциях нитрозирования.

Н.В. Зык является автором (и соавтором) более 400 статей, 6 патентов, 8 авторских свидетельств на изобретения, более 120 докладов на всесоюзных, всероссийских и международных конференциях.

## Педагогическая деятельность
Николай Васильевич Зык активно занимается педагогической деятельностью и организацией учебного процесса.

Является автором (и соавтором) учебных курсов: «Химия тетраген-, пниктоген- и халькогенорганических соединений», «Органическая химия», «Биоорганическая химия», «Основы синтеза органических препаратов», «Органический Синтез» для студентов химического, физического, биологического факультетов и факультета фундаментальной медицины МГУ имени М.В. Ломоносова. Читает лекции по биоорганической химии для студентов факультета фундаментальной медицины, а также спецкурс для студентов и аспирантов лаборатории БАОС химического факультета МГУ.

Соавтор многих учебно-методических пособий, в том числе «Основы стереохимии», «Ароматичность и ароматические углеводороды», «Сборник задач и упражнений по биоорганической химии».

Под руководством Н.В. Зыка защищены 26 кандидатских диссертаций и более 80 дипломных работ. Ученики Николая Васильевича являются профессорами ведущих университетов мира: Е.К. Белоглазкина —зав. лабораторией биологически активных органических соединений химического факультета МГУ, С.З. Вацадзе (МГУ, зам.декана химического факультета), А.Г. Мажуга (МГУ, РХТУ)—ректор РХТУ им. Д.И. Менделеева, М.Ю. Крысин (ВГУ), А.Г. Кутателадзе (США), И.В. Алабугин (США), Е.Е. Нестеров (США), А.Н. Хлобыстов (Великобритания).

Н.В. Зык был членом Ученого Совета химического факультета и Ученого Совета факультета фундаментальной медицины МГУ, двух специализированных диссертационных Советов при МГУ и диссертационного Совета при РХТУ им. Д.И. Менделеева. В течение многих лет был членом экзаменационной комиссии МГУ по химии, многократно выезжал для чтения лекций школьникам и учителям в города России (Брянск, Киров, Сочи, Элиста и др.).
В настоящее время является членом диссертационного Совета по органической химии при МГУ.

## Премии и награды
- Диплом I степени конкурса на лучшую научную работу химического факультета МГУ (2014)
- Почетное звание Заслуженный профессор МГУ (2005)
- Лауреат конкурса "Грант Москвы" в области наук и технологий в сфере образования (2004)
- Государственная научная стипендия (2003)
- Почетное звание Заслуженный деятель науки Российской Федерации (2002)
- Государственная научная стипендия (1997—2000)
- Лауреат конкурса Международной Соросовской программы образования в области точных наук (2000)
- Нагрудный знак Почетный работник Высшего профессионального образования РФ (1999)
- Лауреат конкурса Международной Соросовской программы образования в области точных наук (1999)
- Лауреат I премии ВХО им. Менделеева

## Семья
Жена – Вера Константиновна Зык.

Дочери: Светлана и Варвара.

Внуки: Любовь, Надежда, Николай.

## Личные качества, увлечения
Главными качествами Николая Васильевича являются порядочность и любовь к труду, которые он ценит и в других людях. В отношении коллег поддерживает доброжелательную строгость, требователен, но внимателен и справедлив к студентам.

Н.В. Зык всегда увлекался спортом: лыжами, волейболом и в особенности футболом (играл в команде химического факультета МГУ), в юности занимался штангой. Любит петь русские и украинские песни.

## Интересные факты
В юности Николай Васильевич собирался стать партийным работником.

Идея о поступлении на Химический факультет МГУ пришла Н.В. Зыку в связи с призывом к «химизации народного хозяйства» в выступлении Н.С. Хрущева на пленуме ЦК КПСС в декабре 1963 г.

Однокурсниками Н.В. Зыка были Д.А. Леменовский, Г.П. Брусова, Е.Д. Гопиус, А.В. Немухин, О.А. Шпигун, М.Я. Мельников, С.В. Затонский, Я.И. Лыс.

Интерес к органической химии возник у Н.В. Зыка при выполнении практикума по органической химии на 3 курсе. Особенно запомнилась первая задача—синтез трифенилхлорметана.